# Lanova AG
Die Lanova AG war ein deutscher Motorenhersteller. Das Unternehmen wurde 1930 von Franz Lang und Albert Wielich gegründet. Unternehmensziel war die von Franz Lang begonnene Weiterentwicklung einer Einspritzdieselkraftmaschine.

## Geschichte
Franz Lang war nach dem Ersten Weltkrieg bei der Robert Bosch GmbH als Motorenentwickler unter Vertrag. Er war mit der Weiterentwicklung von Dieselkraftmaschinen befasst und hatte das Acro-Luftspeicherverfahren erfunden, für das mehrere Patente angemeldet wurden. Danach kam es zu Differenzen mit der Robert Bosch AG. Es ging unter anderem um den Vertrag über seine Zusammenarbeit mit Bosch von 1925 und diverse Betrugsvorwürfe. 1926 schied er deswegen bei Bosch aus.
Durch die Auseinandersetzungen mit Bosch kam Franz Lang wieder mit Albert Wielich in Verbindung und gründete 1930 zusammen mit ihm die Lanova AG. Gleichzeitig kam es zu einem Vergleich mit der Robert Bosch AG, in dem sich Franz Lang und Albert Wielich auf weitere Zusammenarbeit mit der Robert Bosch AG einigten.
Die Robert Bosch AG gestattete Franz Lang 1930 seine Erfindungen zu verwerten, die zum Teil von den zu Bosch gehörenden Acro-Patenten abhingen. 
Bekannt wurde die Firma Lanova AG durch das Lanova-Einspritzverfahren, es beruht auf dem Lanova-Luftspeicherverfahren für Dieselmotoren.